# Ryszard Grzegorczyk
Ryszard Grzegorczyk (Beuthen, Németország, 1939. szeptember 20. – 2021. november 5.) válogatott lengyel labdarúgó, középpályás, olimpikon.

## Pályafutása

### Klubcsapatban
1959 és 1971 között a Polonia Bytom, 1971 és 1975 között a francia RC Lens labdarúgója volt. Az 1962-es idényben a Polonia csapatával bajnokságot nyert.

### A válogatottban
1960 és 1966 között 23 alkalommal szerepelt a lengyel válogatottban és két gólt szerzett. Tagja volt az 1960-as római olimpiai játékokon részt vevő csapatnak.

## Sikerei, díjai
Polonia Bytom
- Lengyel bajnokság
  - bajnok: 1962